# Anisothecium persquarrosum
Anisothecium persquarrosum là một loài Rêu trong họ Dicranaceae. Loài này được (Dusén) Broth. mô tả khoa học đầu tiên năm 1924.